# زراعة مدعومة بالتنمية
الزراعة المدعومة بالتنمية هي حركة ناشئة في التنمية العقارية وتستثمر في استخدام الأراضي الزراعية. وبما أن الأراضي الزراعية تضيع بسبب تحديات الاقتصاد في الزراعة وضغوط العقارات، فإن مفهوم الزراعة المدعومة بالتنمية يهدف إلى التوفيق بين الحاجة إلى التنمية وضرورة المحافظة على الأراضي الزراعية. إن الهدف العام من المشروع يتلخص في رعاية المزارع العضوية الصغيرة الحجم التي تتعايش مع تنمية الأراضي السكنية، وتقدم الفوائد للمزارعين، والمقيمين، والمجتمع المحلي، والبيئة.
من المصطلحات ذات الصلة بالزراعة المدعومة بالتنمية، مصطلح التحضر الزراعي، والذي يشير إلى التطبيقات والممارسات الزراعية التي تتم بالقرب من المناطق الحضرية وتدمج فيها. وصاغ مصطلح التحضر الزراعي كل من مارك هولاند وجانين دي لا سال، ويستند إلى كتابهما بنفس الاسم الذي نشرته فريغيت برس في عام 2010.
طُوّر مصطلح ومفهوم التحضر الزراعي في كولومبيا البريطانية في عام 2008 أثناء عملية تخطيط لمشروع تنموي يسمى ساوثانلاندز في جنوب دلتا، مترو فانكوفر، وقُدِّم إلى المخطط، والمطور العقاري، ومؤسس حركة العمران الجديد أندريس دواني، كجزء من الإعداد لشاربة تصميم شارك فيها دواني وفريقه.        
وقدم أكاديميان كانا قد أعدا فصلا (باتريك كوندون من شركة UBC) وكينت مولنيكس من كوانتلين بوليتكنيك) الفكرة الأصلية المتمثلة في استخدام التنمية لدعم الزراعة من خلال استخدام آليات مثل نقل الكثافة من الأراضي الزراعية إلى المناطق المجاورة والحفاظ على الأراضي الزراعية من خلال العهود مع حصاد قيمة الأراضي الإنمائية في المنطقة المجاورة التي حصلت على حقوق التنمية المنقولة.
وكان ندريس دواني من أشد المؤيدين لهذه الفكرة، فضلا عن تأليف لسلسلة من الأفكار المماثلة التي أطلق عليها «التحضر». إن تبني دواني للمفهوم قد أعطاه مكانة عالية.

## خلفية عامة
تمت صياغة مصطلح الزراعة المدعومة للتنمية  لوصف خطة الحصاد. اذ تعاونت مجموعة مختلفة من الأفراد في المشروع ، بما في ذلك المخطط دوان فيرنر، والمطور ناثان ويلر،  وأعضاء ما يعرف Piedmont Biofuels والمشاركون في برنامج الزراعة المستدامة في كلية Central Carolina المجتمعية، وآخرين. بدأت المجموعة في تحديد أفضل استخدام لمزرعة حالية تم بيعها من قبل المالك والتي كانت من قبل  مزارع يدعى بول مكوي. أصبح من الواضح أن المجموعة أتيحت لها الفرصة لإنشاء مجتمع سكني فريد من نوعه حيث تربط المزارعين والسكان علاقة تكافلية. ستفيد هذه العلاقة جميع المعنيين، مع تحسين الحالة العامة للتطوير المجتمعى والمساعدة في تقليل التدمير البيئي المرتبط بنماذج التنمية السكانية التقليدية. تمت الاستعانة بمهندسي شركة  Reynolds Jewell Landscape لتصميم الخطة الرئيسية لهذا المجتمع،  ونما الفريق ليشمل المزارعين العضويين ذوي الخبرة، والخبراء في النباتات المحلية، وغيرها. اعتبارًا من يوليو 2008 ، يعمل المطور بنشاط على تنفيذ الخطة الرئيسية،  وكانت الاستجابة لهذا المفهوم إيجابية إلى حد بعيد.

## خمس نقاط للزراعة المدعومة بالتنمية
وتقوم فكرة الزراعة المدعومة بالتنمية على مفهوم التنمية السكنية المخطط لها بشكل عام والزارعة. وهذا النموذج يزود السكان بفوائد الزراعة العضوية الصغيرة، والفرصة المتاحة لهم للتجربة. ولأصحاب الممتلكات خيار المشاركة في الزراعة أو تأجير أراضيهم لمزارع؛ وفي كلتا الحالتين، فإن الأرض الزراعية محمية من التنمية. فالإنسان مقصور على مناطق معينة.
وانطلاقًا من روح لو كوربوزييه «النقاط الخمس لهندسة معمارية جديدة»، فإن الفكرة تركز على خمس مبادئ أساسية:
- الحفاظ على الأرض الزراعية من خلال التنمية المحدودة والاستمرارية في الاستخدامات الزراعية السابقة.
- الاتفاقات المبرمة بين المطورين والمزارعين (توفر التنمية البنية الأساسية للزراعة، ويقدم المزارعون منتجات زراعية للسكان والمجتمع المحلي).
- تقنيات التنمية المنخفضة الأثر، والهندسة المعمارية المستدامة، والتخطيط الإيكولوجي/البيئي الدقيق.
- إنشاء ممرات للحياة البرية وموائل الحيوانات، وتعزيز أنواع النباتات المحلية، وحماية نوعية المياه.
- استخدام نموذج إنمائي مفتوح المصدر يوفر إطارا للمجتمعات الزراعية المخطط لها من قبل جهات رئيسية ونظم غذائية محلية متكاملة.

## أمثلة على مشاريع

### الوادي الأخضر الأوسط بمقاطعة سولانو في كاليفورنيا
وأحد أكبر الأمثلة وأكثرها حداثة للزراعة المدعومة بالتنمية هو الوادي الأخضر الأوسط الواقع في مقاطعة سولانو جنوب غرب ولاية كاليفورنيا. فقد استمرت مدينة فيرفيلد إلى الجنوب، ومقاطعة سولانو إلى الشمال، في منح التقسيمات الفرعية، بينما ظل الوادي الأخضر إلى حد كبير أرضًا زراعية غير متطورة ومساحة مفتوحة. وعلى غرار العديد من الأماكن الواقعة على حافة حدود الضواحي، كان هناك صراع طويل بين المساحة المفتوحة التي ينشدها الجيران والحقوق الإنمائية التي ينشدها ملاك الأراضي. وقد تعرض ملاك الأراضي في هذا الجزء من الوادي الأخضر لضغوط للحفاظ على الثقافة الريفية، حتى مع أن الاقتصاد الأساسي للزراعة قد أدى إلى تآكل السلامة المالية لأراضيهم. وعادة ما يكون الخيار الوحيد القابل للتطبيق هو تطوير ممتلكاتهم لتحقيق فائدة اقتصادية. وأعرب العديد من ملاك الأراضي، الذين زرعت أسرهم الأراضي لأكثر من 150 عامًا، عن رغبتهم في تحقيق قيمة التنمية، بينما حافظوا في الوقت نفسه على سلامة الحيز المفتوح والإنتاجية الزراعية والتراث الزراعي.
في عام 2010، وبتكاليف باهظة وبدون ضمان للنجاح، وافق مجلس مشرفي مقاطعة سولانو بمشاركة هادفة من جانب ملاك الأراضي وجماعات الأحياء على خطة محددة للوادي الأخضر الأوسط. وتتضمن الخطة النهائية أكثر من 1400 فدان من المساحات الزراعية المفتوحة المحمية وقرية صغيرة تضم نحو 400 منزل مجمعة ومحمية. وقد وقّع أكثر من 15 من أصحاب الأراضي المختلفة الذين يغطون حوالي 200 فدان على إتفاق التنمية الرئيسية الذي يضع هذه الخطة موضع التنفيذ. ويمكن الحصول على الخطة المحددة بأكملها من هنا.

## الاحتمالات المستقبلية: الزراعة الرأسية
الزراعة الرأسية، والمعروفة أيضًا باسم الزراعة القلاعية، هي شكل مفاهيمي للزراعة يتم في المناطق الحضرية المرتفعة. وفي هذه الارتفاعات العالية، يصبح من الممكن جمع الغذاء مثل الفواكه والخضراوات والأسماك والماشية باستخدام أساليب زراعة بيوت الدفيئة والموارد المعاد تدويرها على مدار العام، الأمر الذي يسمح لمدن المستقبل بأن تصبح مكتفية ذاتيًا. وما يزال مفهوم المزرعة العمودية بمعظمه افتراضيًا؛ بيد أن الكثيرين يعتقدون أن هذا النوع من التنمية سيصبح ضروريًا نتيجة لزيادة الكثافة الحضرية وارتفاع تكاليف الطاقة.